# Nikolái Sokolov (magistrado)
Nikolái Alekséievich Sokolov (22 de mayo de 1882, Mokshán, Gobernación de Penza-23 de noviembre de 1924, Salbris, Francia) fue un magistrado ruso, encargado de investigar la desaparición y ejecución de la familia imperial rusa.

## Biografía
Nació en una familia de comerciantes de Mokshán, cerca de Penza, donde su padre hacía cuerdas. Después de estudiar derecho en Járkov, se convirtió en juez y luego en juez de instrucción para casos extraordinarios.
Después de la Revolución de Octubre, renunció al cargo negándose a servir al nuevo régimen, se disfrazó de campesino y llegó a pie a la ciudad de Omsk, en Siberia, donde entró en contacto con los círculos monárquicos.

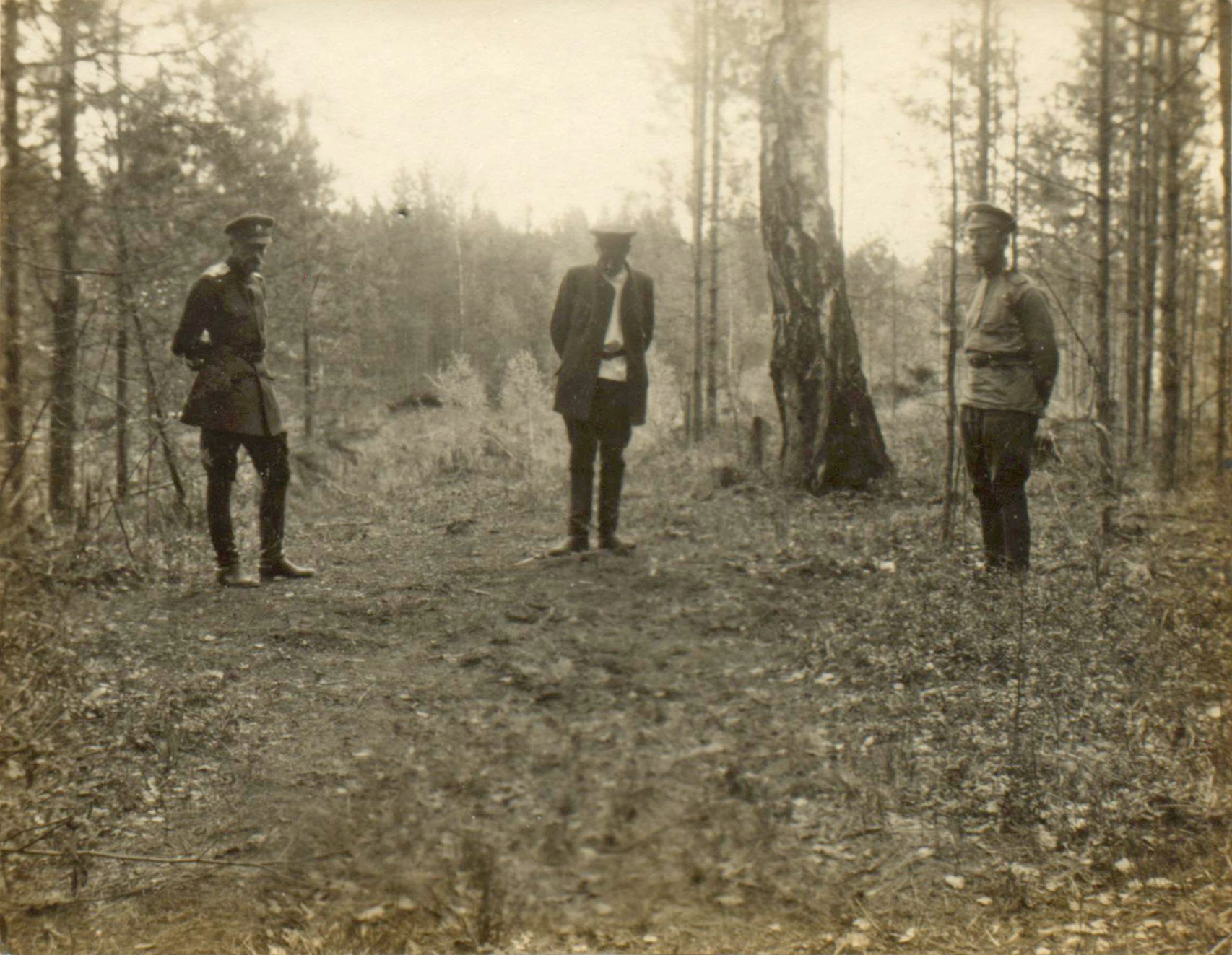
Nikolái Sokolov junto con el general Mijaíl Díterijs en Ganina Yama, 1919.

El 7 de febrero de 1919, el almirante Aleksandr Kolchak, jefe del Movimiento Blanco, confía a Nikolái Sokolov la instrucción sobre la muerte del zar Nicolas II y su familia en Ekaterimburgo. Recopiló numerosos testimonios, reunió pruebas, identificó a los responsables de la masacre y localizó el lugar donde los cuerpos habían sido transportados y enterrados provisionalmente. Durante su investigación, conoció a la joven que se convertiría en su esposa.
En el verano de 1919, antes del avance del Ejército Rojo que amenazó con retomar Ekaterimburgo, el juez finalizó su investigación, luego abandonó la ciudad llevándose sus archivos y se refugió en Omsk. Con la ayuda y protección del general francés Maurice Janin, siguió la retirada de parte de los ejércitos blancos a lo largo del Transiberiano y llegó a Pekín. Después de un largo viaje, entró en Francia y se estableció en Sologne, en Salbris, en Loir-et-Cher, donde el Príncipe Nikolái Vladímirovich Orlov, quien se había autoproclamado su protector, poseía un castillo.
El instructor, que contaba con 42 años, falleció allí prematuramente a causa de un infarto el 23 de noviembre de 1924, dejando una viuda de 23 años y dos hijos pequeños, una hija Nathalie (1920-2002) y un hijo Alexis (1923-1980). Está enterrado en el cementerio de Salbris. 
Los resultados de su investigación, Asesinato de la familia imperial, fueron publicados después de su fallecimiento en 1925 en Berlín.